# Île Pass
L'île Pass est une île de l'État de Washington dans le comté de Skagit aux États-Unis.

## Description

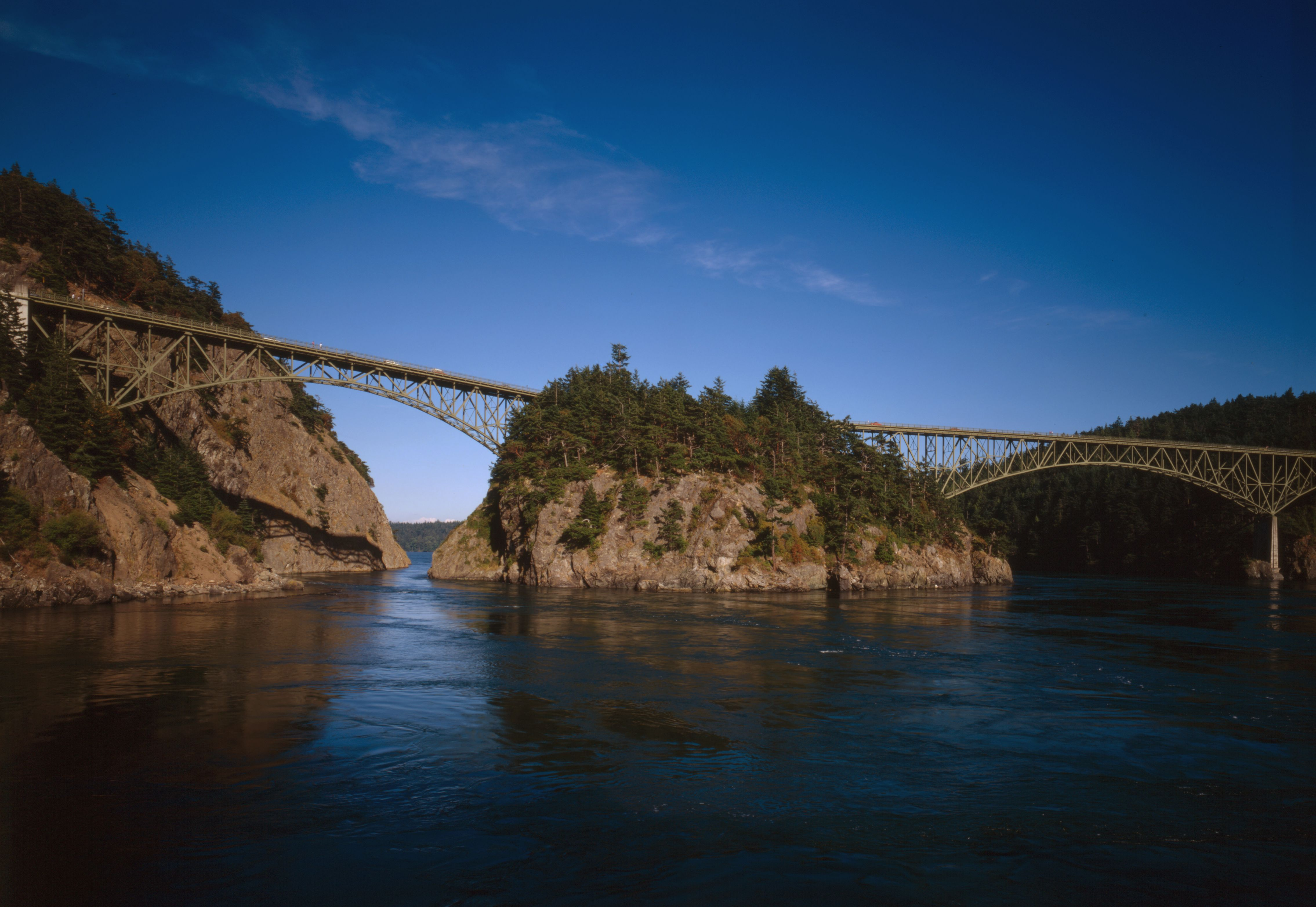
Deception Pass Bridge, avec au centre l'île Pass

Jonction centrale de Deception Pass Bridge (en) dans le détroit de Deception Pass (en), elle s'étend sur près de 440 m de longueur pour une largeur maximale d'environ 200 m. 